# Betlehemskyrkan, Sundsvall
Betlehemskyrkan är en kyrkobyggnad i Stenstan i centrala Sundsvall. Den tillhör Sundsvalls Missionsförsamling, som ingår i samfundet Equmeniakyrkan. Kyrkan ritades av Natanael Källander och invigdes 1916.